# First Division (Malta) 1914/15
Die First Division 1914/15 war die fünfte Spielzeit in der Geschichte der höchsten maltesischen Fußballliga. Meister wurde erstmals Valletta United.

## Modus
Die Saison wurde in einer einfachen Runde ausgetragen. Für einen Sieg gab es zwei Punkte, für ein Unentschieden einen und für eine Niederlage keinen Punkt.

## Abschlusstabelle
| Pl. | Verein               | Sp. | S | U | N | Tore    | Quote | Punkte |
| --- | -------------------- | --- | - | - | - | ------- | ----- | ------ |
| 1.  | Valletta United      | 5   | 4 | 1 | 0 | 015:000 | ∞     | 09:10  |
| 2.  | Ħamrun Spartans (M)  | 5   | 3 | 1 | 1 | 011:100 | 11,00 | 07:30  |
| 3.  | Sliema Wanderers (N) | 5   | 3 | 0 | 2 | 010:600 | 1,67  | 06:40  |
| 4.  | FC Cottonera (N)     | 5   | 2 | 1 | 2 | 007:200 | 3,50  | 05:50  |
| 5.  | Msida Rangers        | 5   | 1 | 1 | 3 | 004:300 | 1,33  | 03:70  |
| 6.  | Vittoriosa Rovers    | 5   | 0 | 0 | 5 | 000:350 | 0,00  | 0:10   |

Platzierungskriterien: 1. Punkte – 2. Torquotient
| Zum Saisonende 1914/15:                       |                                               |
| Maltesischer Meister 1914/15: Valletta United |                                               |
|                                               |                                               |
| Zum Saisonende 1913/14:                       |                                               |
| (M)                                           | Amtierender Meister: Ħamrun Spartans          |
| (N)                                           | Neuaufsteiger: Sliema Wanderers, FC Cottonera |

## Kreuztabelle
| 1914/15           | VUN | ĦAM | Sliema Wanderers | COT   | MSI | Vittoriosa Rovers |
| ----------------- | --- | --- | ---------------- | ----- | --- | ----------------- |
| Valletta United   |     | 1:0 | 2:0              | 0:0   | 1:0 | 11:0              |
| Ħamrun Spartans   | –   |     | 3:0              | +:- 1 | 0:0 | 8:0               |
| Sliema Wanderers  | –   | –   |                  | 2:1   | 1:0 | 7:0               |
| FC Cottonera      | –   | –   | –                |       | 1:0 | 5:0               |
| Msida Rangers     | –   | –   | –                | –     |     | 4:0               |
| Vittoriosa Rovers | –   | –   | –                | –     | –   |                   |